# David Rees-Williams
David Rees Rees-Williams (22 novembre 1903 - 30 août 1976) est un homme politique britannique. 

## Biographie
Rees-Williams est né à Bridgend, au Pays de Galles, fils de David Rees-Williams et de Jennet David. Il se qualifie en tant qu'avocat en 1929. Commissionné dans le 6e bataillon (de l'armée territoriale), Welch Regiment, il est promu capitaine en 1936 et major en 1938. Il est muté à la Royal Artillery en 1940, et termine la Seconde Guerre mondiale avec le grade de lieutenant-colonel. 
Rees-Williams est élu député travailliste de Croydon South en 1945, battant le député sortant, Sir Herbert Williams. Dans le gouvernement, il est ministre du Colonial Office, voyageant en Asie de l'Est pour étudier les mouvements vers l'indépendance. Son siège est redécoupé à la fin de la législature et il perd de peu aux élections générales de 1950 et est élevé à la pairie en tant que baron Ogmore, de Bridgend dans le comté de Glamorgan, le 10 juillet 1950. Il est ministre de l'Aviation civile en 1951 et conseiller privé la même année. Lord Ogmore est président du London Welsh Trust, qui dirigeait le London Welsh Center, Gray's Inn Road, de 1955 à 1959 . 
Lord Ogmore rejoint le Parti libéral en 1959 et en est président de 1963 à 1964. 
Lord Ogmore est marié à Alice Alexandra Constance Wills ,. Il a trois enfants. Sa fille, Elizabeth Rees-Williams, épouse les acteurs Richard Harris et Rex Harrison, l'homme d'affaires Peter Aitken et plus récemment Jonathan Aitken, l'ancien député conservateur. Ses petits-fils sont les acteurs Jared Harris et Jamie Harris et le réalisateur Damian Harris. 